# Outside of This
Outside of This é o primeiro album de estúdio da banda Greeley Estates.

## Faixas
1. "Intro"
2. "Sheltered"
3. "If Words Could Say"
4. "Through Waiting"
5. "Outside of This"
6. "What If"
7. "Tear My World Apart"
8. "Atom Doesn't Lie"
9. "Until Tomorrow"
10. "Glimpse"
11. "Without You"
12. "Not Alone"